# Gros Caillou (Oisy-le-Verger)
Pour les articles homonymes, voir Gros caillou.
Le Gros Caillou est un menhir situé à Oisy-le-Verger, dans le département français du Pas-de-Calais.

## Protection
Le menhir est classé au titre des monuments historiques le 26 janvier 1981. 

## Description
Le menhir se dresse désormais au-milieu d'un marais asséché et planté mais à l'origine il fut érigé sur un sol argileux-glaiseux qui durant l'Holocène s'affaissa et devint un marécage en liaison avec la rivière Sensée.
Le menhir comporte sur ses faces diverses dépressions, dont un creux circulaire d'environ 0,50 m de diamètre, d'origine naturelle, mais dont l'exposition au sud pourrait être en lien avec le soleil. La face nord comporte deux cavités oblongues dans sa partie supérieure, parfois interprétées comme la représentation d'un pied de bovidé.

## Folklore
Selon une tradition, le menhir s'enfoncerait dans le sol année après année et serait enterré sur plus de 8 m de profondeur.